# Драгалин, Альберт Григорьевич
Альберт Григорьевич Драгалин (10 апреля 1941, Моржовец — 18 декабря 1998, Дебрецен) — советский математик, логик-конструктивист, внёсший весомый вклад в интеграцию советской школы конструктивной математики в общемировую систему математико-логического знания. В 1970-х — начале 1980-х годов — доцент МГУ, в 1990-х — профессор Дебреценского университета. Основные работы — по теории доказательств, интуиционизму, нестандартному анализу.

## Биография
Окончил в 1963 году механико-математический факультет МГУ, с 1966 года — преподавал на кафедре математической логики. В 1968 году защитил в МГУ кандидатскую диссертацию «Конструктивные трансфинитные числа и обоснование принципа конструктивного подбора» под руководством основателя советской конструктивистской школы Андрея Маркова.
В 1983 году вместе со второй женой — венгерским математиком Светланой Бузаши — переехал в Дебрецен, выучил венгерский язык, работал в вычислительном центре Дебреценского университета. В 1988 году защитил в Венгрии докторскую диссертацию. С 1990 года работал на факультете математики и информатики Университета имени Кошута, а в 1993 году возглавил на факультете кафедру вычислительной математики.
Скоропостижно скончался утром 18 декабря 1998 года у себя дома в Дебрецене в результате сердечного приступа.

## Научные результаты
Значительное место в научной работе занимало исследование роли принципа Маркова и вопросы соотношения интуиционизма и конструктивизма; в результате установил несовместимость принципа Маркова с классическим интуиционизмом Брауэра. Кроме того, доказал полноту конструктивной арифметики с принципом Маркова и правилом Карнапа.
Для генценовских систем первого порядка с правилом введения связок в антецедент и сукцедент доказал свойство сильной нормализации: любая последовательность шагов устранения сечения завершается, если при этом не переставляются соседние сечения. Для серии теорий второго порядка нашёл конструктивные доказательства устранимости сечений. Получил некоторые важные результаты в интуиционистской теории типов.

## Преподавательская деятельность
С 1966 по 1983 год, работая на кафедре математической логики мехмата МГУ, прочитал ряд спецкурсов по аксиоматической теории множеств, теории доказательств, интуиционизму, разрешимым теориям, нестандартному анализу, практически каждый год разрабатывал новый спецкурс.
Внёс существенный вклад на формирование общего курса математической логики в МГУ, в качестве учебного пособия для курса в соавторстве с Колмогоровым написал 2 учебника. В те же времена вёл научный семинар по теории доказательств, был учёным секретарём семинара по математической логике (под руководством Андрея Маркова). Всего за время работы в МГУ под его руководством защищено 16 кандидатских диссертаций по математической логике, среди диссертантов — Николай Непейвода, Валерий Хаханян, Сергей Артёмов, Валерий Рыжиков.
Возглавляя кафедру в Дебреценском университете, создал фактический центр венгерской математической логики, среди аспирантов кафедры были студенты из Венгрии, Румынии, Украины.

## Семья
От первого брака остался сын. Вторая жена — венгерская подданная Светлана Бузаши, вслед за которой Драгалин в 1983 году переехал в Дебрецен, умерла в 1991 году.
Третья жена — Елена Драгалина-Чёрная (доктор философских наук, по состоянию на 2025 год — профессор Высшей школы экономики), поженились в 1995 году, в 1996 году в семье родилась дочь.

## Публикации
В соавторстве с Колмогоровым написал два учебника по математической логике.
Автор серии статей по математической логике в Большой советской энциклопедии (3-е издание), Математической энциклопедии (1981—1984) и Математическом энциклопедическом словаре (1988). Был переводчиком и редактором переводов на русский язык более десятка книг по теории множеств и математической логике.
Ключевые статьи опубликованы в издании 2003 года «Конструктивная теория доказательств и нестандартный анализ», включившим также монографию «Математический интуиционизм. Введение в теорию доказательств». В том же издании собрана полная библиография печатных работ учёного (98 пунктов), а также перепечатаны некоторые из статей Драгалина для Математической энциклопедии.